# Eparchie stavropolská
Eparchie stavropolská je eparchie ruské pravoslavné církve nacházející se v Rusku.

## Území a titul biskupa
Zahrnuje správní hranice území městského okruhu Stavropol, Něvinnomyssk a také Novoalexandrovského, Krasnogravdějského, Izobilněnského, Trunovského, Ipatovského, Apanasenkovského, Turkmenského, Petrovského, Gračjovského, Špakovského, Kočubejevského a Andropovského rajónu Stavropolského kraje.
Eparchiálnímu biskupovi náleží titul biskup stavropolský a něvinnomysský.

## Historie
Eparchie byla zřízena roku 1842 oddělením od astrachaňské eparchie. Její počátek se datuje od 13. ledna 1843 se jménem eparchie kavkazská a černomořská.
Ve 20. a 30. letech 20. století byla většina chrámů zničena či zavřena. Ve Stavropolu zůstal otevřen jen chrám Zesnutí přesvaté Bohorodice. V letech 1936-1943 eparchie nebyla obsazena.
Dne 28. prosince 1998 bylo území Dagestánu a Ázerbájdžánu včleněno do obnovené bakuské a přikaspické eparchie.
Roku 2011 bylo území Kabardska-Balkarska, Karačajska-Čerkeska a část území Stavropolského kraje včleněno do pjatigorské eparchie a území Ingušska, Severní Osetie-Alanie a Čečenska do vladikavkazské eparchie.
Roku 2012 byla z části území eparchie zřízena nová eparchie georgijevská.

## Seznam biskupů
- 1843–1849 Ieremija (Solovjov)
- 1849–1857 Ioannikij (Obrazcov)
- 1857–1861 Ignatij (Brjančaninov), svatořečený
- 1862–1872 Feofilakt (Gubin)
- 1872–1886 German (Oseckij)
- 1886–1889 Vladimir (Petrov)
- 1889–1893 Jevgenij (Šerešilov)
- 1893–1919 Agafodor (Preobraženskij)
- 1914–1914 Michail (Kosmoděmjanskij), dočasný administrátor
- 1919–1920 Michail (Kosmoděmjanskij), dočasný administrátor
- 1920–1920 Sergij (Lavrov), dočasný administrátor
- 1923–1923 Dimitrij (Dobrosjerdov), svatořečený mučedník
- 1923–1926 Innokentij (Leťjajev), místně svatořečený mučedník
- 1926–1926 Irinarch (Siněokov-Andrijevskij)
- 1926–1927 Innokentij (Jastrebov)
- 1927–1927 Arsenij (Smoleněc)
- 1928–1933 Serafim (Meščerjakov)
- 1933–1934 Lev (Čerepanov)
- 1935–1936 Antonij (Romanovskij), dočasný administrátor
- 1943–1962 Antonij (Romanovskij)
- 1962–1962 Viktor (Svjatin), dočasný administrátor
- 1962–1968 Michail (Čub)
- 1968–1975 Iona (Zyrjanov)
- 1975–1989 Antonij (Zavgorodnij)
- 1990–2003 Gedeon (Dokukin)
- 2002–2003 Isidor (Kiričenko), dočasný administrátor
- 2003–2011 Feofan (Ašurkov)
- od 2011 Kirill (Pokrovskij)

## Přehled názvů eparchie
- 1842–1867 kavkazská a černomořská
- 1867–1886 kavkazská a jekatěrinodarská
- 1886–1916 stavropolská a jekatěrinodarská
- 1916–1922 kavkazská a stavropolská
- 1922–1934 stavropolská a kubáňská
- 1935–1943 stavropolská a donská
- 1943–1945 stavropolská a pjatigorská
- 1945–1994 stavropolská a bakuská
- 1994–2011 stavropolská a vladikavkazská
- od 2011 stavropolská a něvinnomysská